# Leptodeira rubricata
Espèce
Synonymes
- Sibon septentrionales rubricatum Cope, 1893

Statut de conservation UICN

 LC  : Préoccupation mineure
Leptodeira rubricata  est une espèce de serpents de la famille des Dipsadidae.

## Répartition
Cette espèce est endémique du Costa Rica.

## Description
L'holotype de Leptodeira rubricata mesure 660 mm dont 133 mm pour la queue.

## Publication originale
- Cope, 1893 : Second addition to the knowledge of the Batrachia and Reptilia of Costa Rica. Proceedings of the American Philosophical Society, vol. 31, p. 333-347 (texte intégral).